# Xã Current River, Quận Ripley, Missouri
Xã Current River (tiếng Anh: Current River Township) là một xã thuộc quận Ripley, tiểu bang Missouri, Hoa Kỳ. Năm 2010, dân số của xã này là 216 người.